# L'Inquisition espagnole
Pour la juridiction ecclésiastique espagnole, voir inquisition espagnole.

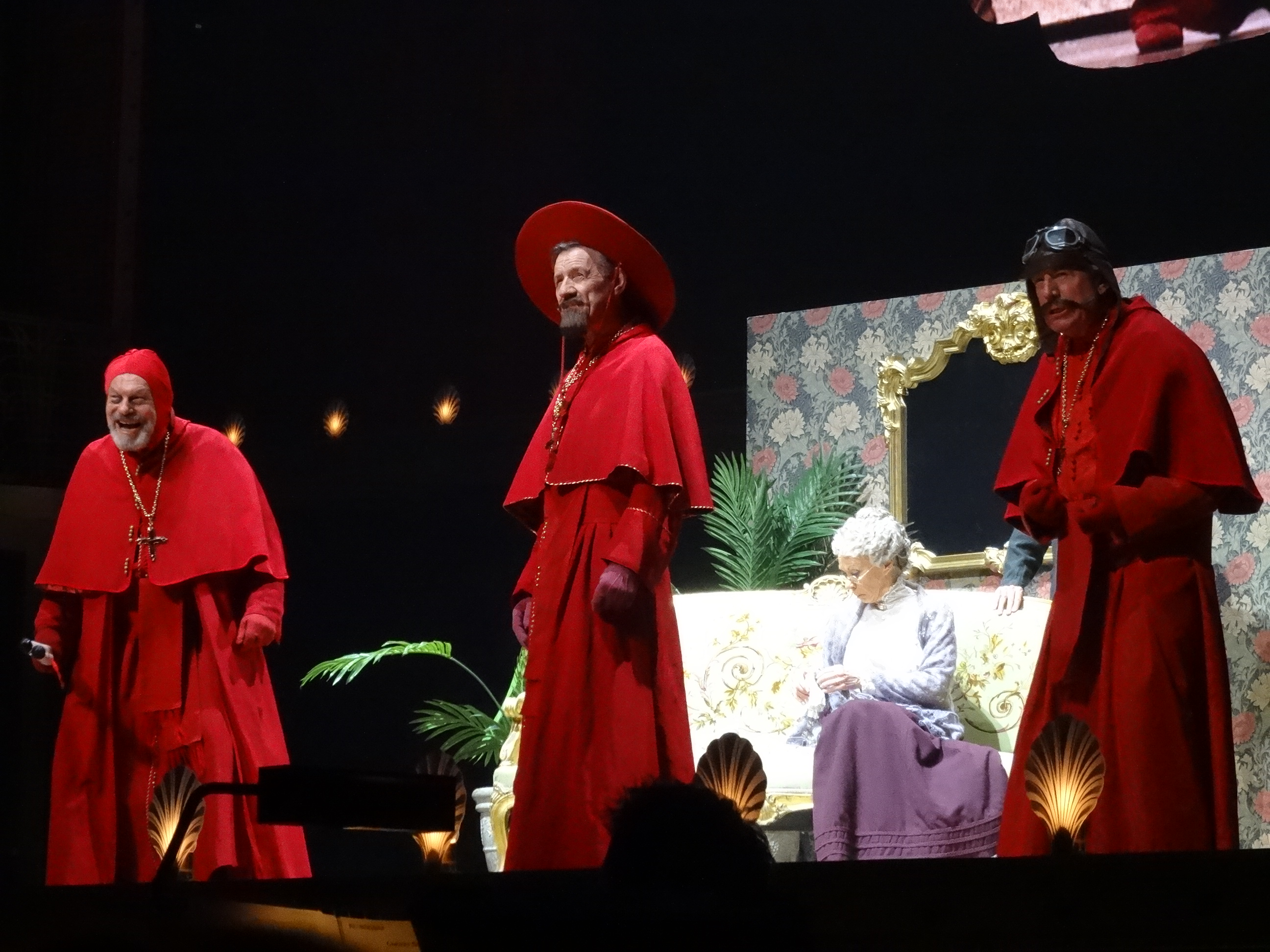
Terry Gilliam, Michael Palin et Terry Jones jouent le sketch sur la scène de l'O2 Arena lors du show Monty Python Live (Mostly) à Londres en 2014. Carol Cleveland (à l'arrière) joue la vieille femme torturée.

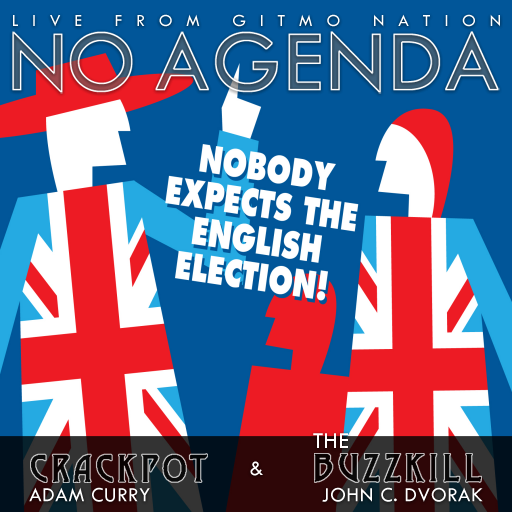
Le podcast No Agenda parodie dans son numéro 720 la phrase « Nobody expects the Spanish Inquisition » du sketch avec la réélection de David Cameron en mai 2015.

L'Inquisition espagnole (anglais : The Spanish Inquisition) est un sketch des Monty Python. Il apparaît dans le 15e épisode de la série Monty Python's Flying Circus, soit le deuxième de la deuxième saison. Michael Palin y joue le rôle du cardinal Jiménez. Il s'agit d'une parodie de l'inquisition espagnole du XVIe siècle, ayant historiquement la réputation de persécution et de violence extrême sous forme de torture envers les hérétiques.
Ce sketch est connu dans le monde anglophone pour la phrase « Nobody expects the Spanish inquisition! » (« Personne ne s'attend à l'inquisition espagnole ! ») prononcée par Micheal Palin déguisé en cardinal Jimenez, qui est récurrente dans ce sketch quand les trois cardinaux débarquent de nulle part.
Le sketch consiste en plusieurs scènes de la vie quotidienne de personnes lambdas en train de discuter dans des décors de différentes époques contemporaines, jusqu'à ce que l'une d'entre elles prononce la phrase "I didn't expect the spanish inquisition!" (« Je ne m'attendais pas à l'inquisition espagnole ! »). Trois cardinaux débarquent alors dans la pièce, menés par Palin qui s'exclame :  « Nobody expects the Spanish inquisition! » (« Personne ne s'attend à l'inquisition espagnole ! »). Il s'ensuit alors des bourdes comiques de la part des cardinaux qui étalent leur incompétences au discours, à la torture et au timing.